# Famille de la langue des signes
La famille de la langue des signes est une famille linguistique regroupant les langues des signes dont la structure iconique et spatiale les distingue des langues orales sur le plan grammatical. La plupart sont utilisées pour la communication avec les personnes sourdes ou malentendantes, tandis qu'une partie sont utilisées par des personnes entendantes lorsque l'usage du langage parlé n'est pas possible (utilisation de mots tabous, vœu de silence, signaux militaires, etc.) ou même dans un but artistique et symbolique (mudrā).

## Langues des signes à l'usage des sourds
Ces langues ont été classées par familles selon la langue des signes qui est leur « ancêtre » principal (il existe de nombreux cas de métissage avec les langues utilisées dans les mêmes régions géographique et des phénomènes de créolisation, faisant évoluer les langues des signes). Une classification a été établie par Anderson et Peterson en 1979, qui a été reprise par Henri Wittmann en 1991. Cette dernière propose la liste de familles suivante :
- famille de la langue des signes française ;
- famille de la langue des signes allemande ;
- famille de la langue des signes britannique ;
- famille de la langue des signes japonaise ;
- famille de la langue des signes lyonnaise, qui ne comprend que la langue des signes lyonnaise et les langues des signes de Belgique francophone et flamande ;
- les isolats.

On peut ajouter à cette liste la famille de la langue des signes arabe dont les langues n'ont pas été traitées par Wittmann.

## Langues des signes auxiliaires
- langue des signes monastique : méthode de communication utilisée par les moines ayant fait vœu de silence ;
- langues des signes aborigènes australiennes (en) : méthode de communication utilisée par les Aborigènes d'Australie ;
- langue des signes des Indiens des Plaines : méthode de communication utilisée par les Indiens des Plaines en Amérique du Nord ;
- langue des signes pour bébé : usage des signes pour aider au développement des jeunes enfants ;
- signes du Baseball : méthode utilisée pour communiquer des stratégies sans que les adversaires l'apprennent ;
- méthode Kodály : usage de signes pour communiquer des notes de musique ;
- makaton : langage créé pour les personnes ayant des troubles de la parole, du langage ou des problèmes d'apprentissage ;
- signaux gestuels militaires (en) : système standardisé pour la transmission silencieuse d'ordres et d'informations ;
- mudrā : positions codifiées et symboliques des mains d'une personne, d'un personnage ou d'une divinité dans le bouddhisme ou l’hindouisme ;
- tic-tac : méthode traditionnelle pour transmettre les paris sur les hippodromes britanniques.